# 1924 en photographie
| Années de la photographie : 1921 - 1922 - 1923 - 1924 - 1925 - 1926 - 1927    |
| Décennies de la photographie : 1890 - 1900 - 1910 - 1920 - 1930 - 1940 - 1950 |

Cet article présente les faits marquants de l'année 1924 en photographie.

## Événements
- Fondation de la Société photographique tchèque (cs) par Josef Sudek, Jaromír Funke, Ludvik Dvorak et Adolf Schneeberger (en).
- Fondation de la Société photographique japonaise[N 1].
- Création de la Deutsche Fotothek, banque d'images qui fait partie de la Bibliothèque d'État de Saxe, à Dresde en Allemagne.
- Théo Blanc et Antoine Demilly fondent à Lyon le studio de photographie Blanc et Demilly[2].
- Création à Wiesbaden en Allemagne de la firme Wirgin spécialisée dans la fabrication d'appareils photographiques.
- Alfred Stieglitz offre 27 photographies au Metropolitan Museum of Art de New York.

## Photographies notables
- juin : Man Ray, Le Violon d'Ingres, photographie publiée dans le no  13 de la revue Littérature[3].
- Edward Steichen, Gloria Swanson, New York (en) : photographie de l'actrice du cinéma muet Gloria Swanson prise pour le magazine américain de mode Vogue[4].

## Études, essais, articles
- Léon Gimpel, Émile Touchet, « Les anaglyphes », Revue française de photographie, no  105, 1er mai 1924.
- René Millaud, La photographie, Paris, Hachette, coll. « La Bibliothèque des merveilles », 192 p.

## Festivals et congrès photographiques
- 3 - 14 octobre : le Photo-club de Paris s'associe avec la Société française de photographie (SFP) pour relancer le Salon de la photographie ; le 18e et dernier avait eu lieu en 1914 ; le 19e, sous le nom de Salon international d'art photographique de Paris, a lieu dans les locaux de la SFP, 51 rue de Clichy[5].

## Prix et récompenses
- Médaille du progrès de la Royal Photographic Society : Alfred Stieglitz.

## Naissances
- 20 janvier : Jerzy Tomaszewski, photographe et journaliste polonais, mort le 26 janvier 2016.
- 8 février : Louis Fattal, photographe portraitiste français d'origine libanaise, mort le 11 juin 2011.
- 15 février : 
  - Ricardo Rangel, photojournaliste et photographe mozambicain, mort le 11 juin 2009.
  - Lisetta Carmi, photographe, connue notamment pour ses photos de travestis, morte le 5 juillet 2022.
- 25 février : Enzo Sellerio, photographe, éditeur et collectionneur italien, mort le 22 février 2012.
- 14 mars : Pierre Ferrari, photographe français, mort le 4 février 2015.
- 30 mars : Serge Vandercam, photographe, peintre et sculpteur belge, mort le 10 mars 2005.
- 11 mai : Kōjō Tanaka, photographe japonais, mort le 6 mai 2016.
- 19 mai : Chargesheimer, photographe, décorateur, metteur en scène et  sculpteur allemand, mort le 31 décembre 1971.
- 3 juin : Pierre Boulat, photographe, photojournaliste et reporter français, mort le 11 janvier 1998.
- 4 juin : Robert Riger, photographe américain, mort le 19 mai 1995.
- 11 juin : Jack Garofalo, photographe et reporter français, mort le 18 mai 2005.
- 16 juin : Raoul Coutard, directeur de la photographie, réalisateur, lié au mouvement de la Nouvelle Vague et photographe français, mort le 8 novembre 2016.
- 28 juin : Peter de Rome, photographe et réalisateur américain d'origine française, mort le 21 juin 2014.
- 29 juin : David Rubinger, reporter-photographe israélien d'origine autrichienne, mort le 1er mars 2017.
- 6 juillet : Maurice Perron, photographe québécois, mort le 27 février 1999.
- 21 juillet : Harry Goodwin, photographe britannique, connu pour ses clichés de personnalités du milieu sportif et du monde du spectacle, mort le 23 septembre 2013.
- 23 juillet : Sabine Weiss, photographe d’origine suisse naturalisée française, une des représentantes de la photographie humaniste, morte le 28 décembre 2021.
- 17 septembre : Hou Bo, photographe chinoise, morte le 26 novembre 2017.
- 19 septembre : Léonard de Raemy, photographe suisse, l'un des fondateurs des agences de presse Gamma et Sygma, mort le 5 mars 2000.
- 4 octobre : Harry Shunk, photographe allemand, mort le 26 juin 2006.
- 17 octobre : Thomaz Farkas, photographe et cinéaste brésilien d'origine hongroise, mort le 25 mars 2011.
- 27 octobre : Douglas Huebler, artiste contemporain américain, photographe, pionnier de l'art conceptuel, mort le 12 juillet 1997.
- 8 novembre : Robert Häusser, photographe allemand, mort le 5 août 2013.
- 9 novembre : Robert Frank, photographe et réalisateur suisse, naturalisé américain, mort le 9 septembre 2019.
- 14 novembre : Ichirō Kojima, photographe japonais, mort le 7 juillet 1964.
- 9 décembre : Ghislain Dussart, photographe et artiste-peintre français, mort le 1er juin 1996)
- 14 décembre : Herbert Tobias, photographe allemand, mort le 17 août 1982.
- 23 décembre : 
  - Jean Rigaud, écrivain et photographe français, mort le 19 novembre 2005.
  - Len Castle, potier et photographe néo-zélandais, mort le 29 septembre 2011.

- Date précise inconnue ou non renseignée :
  - Cornélius Azaglo Augustt, photographe ghanéen, mort le 25 mai 2001.
  - Pierluigi Praturlon, photographe et Photographe de plateau italien, 14 août 1999.

## Décès
- 4 février : Otto Wegener, photographe français d'origine suédoise, actif à Paris, né le 20 janvier 1849.
- 6 février : Jean Pierre Philippe Lampué, photographe français, spécialiste de la photographie d'architecture, et homme politique, né le 14 mars 1836.
- 6 mars : Kashima Seibei, photographe japonais, né en 1866.
- 9 juin : Julien Gérardin, notaire et photographe amateur français, connu pour ses autochromes réalisés en Lorraine, né le 28 mars 1860.
- 19 juin : Juan Comba, dessinateur, illustrateur, peintre et photographe espagnol, né le 30 novembre 1852.
- 11 août : Étienne Wallon, scientifique et photographe français, né le 11 novembre 1855.
- 21 décembre : Francesco Negri, photographe italien, né le 18 décembre 1841.
- Date précise inconnue ou non renseignée :
  - Manuel Alviach, photographe espagnol, né en 1846.

## Célébrations
Centenaire de naissance
- Gustave de Beaucorps
- Robert Jefferson Bingham
- Pierre Brandebourg
- Charles Carey
- Gustave Cosson
- Paolo Francesco D'Alessandri
- Alphonse Davanne
- Louis Dodéro
- Eugène Lamoisse
- Adolphe-Alexandre Martin
- Alessandro Pavia
- Stanislas Ratel
- Dominique Roman
- Auguste Salzmann
- Ludovico Tuminello
- Bertha Valerius
- Thomas Richard Williams